# Marxistisk dialektik
Marxistisk dialektik är det vanliga namnet på den dialektiska materialism som Karl Marx och Friedrich Engels utvecklade från Friedrich Hegels idealistiska dialektik. Marx och Engels utvecklade först historiematerialismen i boken Den tyska ideologin, där de breddade Hegels dialektiska idéhistoria till att omfatta den övergripande samhällsutvecklingen. Engels utvecklade senare den dialektiska materialismen i sin bok Naturens dialektik till att omfatta all naturlig utveckling.